# گووبچن
گووبچن (به لاتین: Głubczyn) یک روستا در لهستان است که در گمینا کراینکا واقع شده‌است.
 گووبچن  ۴۹۰ نفر جمعیت دارد.